# Islamej

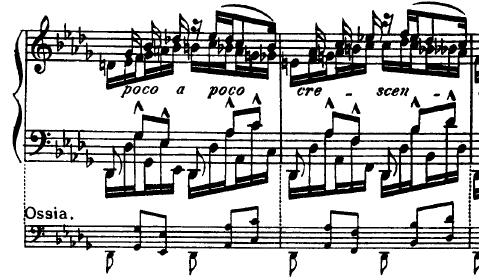
Ossia in de fantasie Islamey.

Islamej, een Oriëntaalse fantasie is een fantasie voor piano van de Russische componist Mili Balakirev, geschreven in september 1869.
Balakirev, een zeer betrokken nationalist wiens muziek beïnvloed was door Russische tradities, werd geïnspireerd door een reis naar de Kaukasus, zoals blijkt uit het volgende fragment uit een van zijn brieven:
"...de majestueuze schoonheid van de weelderige natuur daar en de schoonheid van de bewoners die daarmee in harmonie is – al deze zaken tezamen maken een diepe indruk op mij... Sindsdien ben ik steeds meer geïnteresseerd geraakt in de muziek hier, en ik heb kennis gemaakt met een Tsjerkessische prins, die regelmatig bij mij langskwam en op zijn instrument, dat enigszins van een viool weg had, volksmuziek voor mij speelde. Een van die melodieën, genaamd Islamey, een volksdans, beviel me buitengewoon, en gezien de compositie die ik in gedachten had over Tamara begon ik een arrangement te schrijven voor piano. Het tweede thema werd onder mijn aandacht gebracht door een Armeense acteur in Moskou, die van de Krim afkomstig is en hij verzekerde hij mij dat dit thema goed bekend is onder de Tataren" (Brief aan Reis, 1892).
Het stuk werd in een tijdsbestek van één maand gecomponeerd, dit in schril contrast met de normale gang van zaken bij Balakirev, die er soms jaren over deed om een compositie af te maken. De compositie bestaat uit drie delen: een opening, die het thema introduceert, het middelste deel waarin een geheel nieuw thema naar voren komt, zoals hierboven in het citaat uit de brief beschreven is, en het derde en laatste deel, waarin Balakirev terugkeert naar het oorspronkelijke thema.
Er zijn vele uitvoeringen van in omloop, met nogal wat ossias (gemakkelijker alternatieven) voor diverse passages, dit vanwege de immense moeilijkheden in het stuk. Deze technische hoogstandjes zorgden er wel voor dat het werk een hoge voorkeur genoot bij virtuozen zoals Nikolaj Rubinstein (die het stuk tijdens de première uitvoerde) en Franz Liszt. Balakirev, die in zijn tijd absoluut als een virtuoos beschouwd werd, gaf ooit toe dat er passages in het werk waren die hijzelf niet aankon.
Ondanks sommige afwijzingen omdat het werk slechts een “showpiece” zou zijn, heeft Islamey blijvende invloed gehad op solostukken voor piano; Ravel zou eens tegen een vriend gezegd hebben dat toen hij Gaspard de la nuit schreef, zijn doel was om een werk te componeren dat "moeilijker zou zijn dan Balakirevs Islamey". Aleksander Borodin heeft er in zijn opera Prince Igor uit geciteerd, terwijl Nikolaj Rimski-Korsakov hetzelfde deed in Sjéhérazade.
Recent werk van musicologen laat zien dat de melodieën die Balakirev in zijn werk opnam nog steeds in de volksmuziek in de Sovjet-Unie voorkomen. Geconstateerd is dat het eerste thema een variatie op de Lezginka uit de republiek Kabardië-Balkarië is, alhoewel die duidelijk verschilt van Balakirevs werk. Het tweede thema heeft haar oorsprong in een liefdeslied van de Tataren. Balakirev zelf gaf in de partituur aan dat het coda op dezelfde wijze als Trepak, opnieuw een traditionele Russische melodie, gespeeld moet worden.

## Bron
- Preface: Islamei: Oriëntalische Fantasie. C.F. Peters.

## Bewerking
Minstens twee componisten hebben Islamey gearrangeerd voor orkest:
- de Italiaanse componist Alfredo Casella, vlak voor de dood van Balakirev;
- de Russische componist Sergej Ljapoenov.